# Maria Smereczyńska
Maria Smereczyńska (ur. 12 lipca 1954 w Warszawie) – polska polityk, lekarz, posłanka na Sejm III kadencji.

## Życiorys
Ukończyła w 1978 studia na Wydziale Lekarskim Akademii Medycznej w Warszawie, po czym podjęła pracę w zawodzie lekarki. W latach 1997–2001 sprawowała mandat posła na Sejm III kadencji z ramienia Akcji Wyborczej Solidarność. W 2001 bezskutecznie ubiegała się o reelekcję. Od 2000 do 2001 pełniła funkcję pełnomocnika rządu do spraw rodziny w rządzie Jerzego Buzka.
W latach 90. zasiadła we władzach Polskiej Federacji Stowarzyszeń Rodzin Katolickich, została rzecznikiem tej organizacji.